# Minimalpaar
Phonologisch gesehen bilden zwei Wörter oder Ausdrücke ein Minimalpaar, wenn sie die gleiche Anzahl und Reihenfolge von Lauten aufweisen, unterschiedliche Bedeutung haben und sich dabei nur in einem Laut oder in einem Phonem unterscheiden. Als weitere Bedingungen für Minimalpaare werden gelegentlich eine gleiche Wortstruktur sowie Zugehörigkeit der beteiligten Wörter zu ein und derselben Wortart bestimmt. Vorausgesetzt ist dabei, dass die ganzen Betrachtungen innerhalb einer Sprache oder Sprachfamilie stattfinden. Durch systematische Bildung von Minimalpaaren kann man die Phoneme einer Sprache bestimmen. Die Menge aller Phoneme einer Sprache bezeichnet man als Phoneminventar dieser Sprache.

## Phonologische Analyse
Die phonetische Analyse wird auch Minimalpaaranalyse genannt. Wenn zwei Laute allein den Unterschied zwischen zwei Wörtern ausmachen, so kann man daraus schließen, dass sie zu zwei verschiedenen Phonemen gehören. So unterscheiden sich die Wörter betten [ˈbɛtn̩] und bitten [ˈbɪtn̩] nur in dem Lautgegensatz (= Opposition) zwischen [ɛ] und [ɪ]; sie haben die gleiche Anzahl an Lauten und eine unterschiedliche Bedeutung; auch die weiteren Bedingungen: gleiche Wortart und gleiche Wortstruktur sind erfüllt. Das bedeutet, dass im Deutschen [ɛ] und [ɪ] zu verschiedenen Phonemen gehören.
Um das Phoneminventar einer Sprache zu bestimmen, ist noch ein zweiter Schritt notwendig: Man muss klären, welche unterschiedlichen Laute nicht in der Lage sind, ein Minimalpaar zu bilden. So können im Deutschen der sogenannte Ich-Laut [ç] und der Ach-Laut [χ], die in dem Wortpaar ich [ɪç] und ach [aχ] vorkommen, kein Minimalpaar bilden, da ihr Auftreten vom vorherigen Vokal abhängig ist. Da beide Laute einander phonetisch sehr ähnlich sind (beide sind stimmlose Reibelaute und unterscheiden sich nur durch die Position am harten oder weichen Gaumen, werden sie als Varianten (= Allophone) ein und desselben Phonems betrachtet.

## Beispiele für Minimalpaare
Beispiele aus der deutschen Sprache:
- Kind und Rind – /k/ und /r/
- leise und Reise – /l/ und /r/
- lieben und leben – /i:/ und /e:/
- Zeit und Leid – /ts/ und /l/
- Wand und Wind – /a/ und /ɪ/
- Wand und Hand – /v/ und /h/
- wagen und nagen – /v/ und /n/
- spuken und spucken – /u:/ und /ʊ/, siehe Vokalqualität und -quantität[2]

Daneben gibt es die Unterscheidung aufgrund eines fehlenden Phonems (Nullphonem), die aber in der Regel nicht als Beispiel für ein Minimalpaar gewertet wird:
- Bau und Bauch
- ringen und bringen

Allerdings zeigen die folgenden Paare die Relevanz des Glottisschlags im Standarddeutschen und können deshalb als Minimalpaare angesehen werden:
- (das) Spiegelei und (die) Spiegelei
- die Ode und Diode

Beispiele aus der englischen Sprache:
- bad und bed – /æ/ und /ɛ/
- collar und colour – /ɒ/ (britisch) o. /ɑ/ (amerikanisch) und /ʌ/
- face und phase – /s/ und /z/
- cap und cab – /p/ und /b/
- incite und inside – /t/ und /d/
- surf und serve– /f/ und /v/
- back und bag – /k/ und /g/
- teeth und teethe– /θ/ und /ð/
- batch und badge– /ʧ/ und /ʤ/

Beispiele aus der isländischen Sprache:
- liða (gliedern) und riða (zittern) – /l/ und /r/
- riða (zittern) und ríða (reiten) – /ɪ/ und /i/ (historisch: /i/ und /ī/)
- ríða (reiten) und rífa (zerreißen) – /ð/ und /v/
- kassa (der Kisten) und kjassa (liebkosen) – /k/ und /c/
- kal (Frostbeule) und kál (Kohl) – /a/ und /au/ (historisch: /a/ und /ā/)

## Analogie in der Codierungstheorie
In der Codierungstheorie findet sich eine Entsprechung
(und Verallgemeinerung) des Minimalpaar-Ansatzes
unter dem Begriff der Hamming-Distanz.